# Lappträsket (Edefors socken, Norrbotten)
Lappträsket är en sjö i Bodens kommun i Norrbotten och ingår i Luleälvens huvudavrinningsområde. Sjön har en area på 0,792 kvadratkilometer och ligger 114,8 meter över havet.

## Delavrinningsområde
Lappträsket ingår i det delavrinningsområde (734151-174795) som SMHI kallar för Utloppet av Lappträsket. Medelhöjden är 167 meter över havet och ytan är 5,94 kvadratkilometer. Räknas de 6 avrinningsområdena uppströms in blir den ackumulerade arean 55,5 kvadratkilometer. Bodån (Flarkån) som avvattnar avrinningsområdet har biflödesordning 2, vilket innebär att vattnet flödar genom totalt 2 vattendrag innan det når havet efter 78 kilometer. Avrinningsområdet består mestadels av skog (82 procent). Avrinningsområdet har 0,79 kvadratkilometer vattenytor vilket ger det en sjöprocent på 13,3 procent.